# Герб Оленівки (Крим)
Герб Оленівки затверджений 8 вересня 2010 року рішенням Оленівської сільської ради.

## Опис герба
У червоному полі срібний маяк, під яким обабіч стрибають назустріч два срібно-чорні дельфіни, у відділеній двома срібними зазубреними нитяними балками синій основі пливе срібна риба.

## Зміст герба
На гербі зображений маяк, який стоїть біля села на мисі Тарханкут. Риба означає риболовецькі промисли.